# 备胎 (回忆录)
《备胎》是英国薩塞克斯公爵哈里王子口述、J·R·默林格代笔的回忆录，2023年1月10日由企鵝蘭登書屋出版。该书共416页，以数字版、平装版和精装版发行，已被翻译成15种语言。另有15个小时的有声书版，由哈里亲自讲述。
该书记载了哈里王子的童年时光、戴安娜王妃之死带来的影响、命运多舛的青葱岁月，以及在阿富汗服兵役的戎马生涯。书中也提到哈里王子与哥哥威廉和父亲查尔斯三世的关系、查尔斯三世与卡蜜拉王后的婚姻、哈里王子与萨塞克斯公爵夫人梅根从相识到结婚的历程，以及两人结婚后脱离英国王室的风波。
书籍获得外界高度关注，主流媒体纷纷专访哈里王子。书评人给出了褒贬不一的评价，有人称赞哈里言谈坦率，有人批评书籍掺杂太多个人的细节，当中部分内容也被指与实际情况有较大出入。发行首日，该书打破《吉尼斯世界纪录》“有史以来销售最快的非虚构题材书籍”纪录。

## 背景与创作
2021年7月，消息指企鵝蘭登書屋将出版哈里的回忆录，销售所得将捐给慈善组织，而哈里据称已获得至少2000万美金的预付款；回忆录由小说家J·R·默林格代笔。次月，哈里确认回忆录所获得的150万美金收益会捐给Sentebale，30万欧元会捐给WellChild。
哈里表示：“我不是以出生就已经拥有的王子身份来写这本书的，而是以我已经成为的男人来写。这些年来，我承载了太多头衔，有名副其实的，有比较婉转的。我之所以写自己那些起起伏伏、犯过的错、吸取过的教训，是希望去证明一件事，那就是不管我们来自哪里，我们的共识远比所想的要多。”他表示书中所言“完全准确、没有半点虚假”。出版商称书会让读者“立马会想起20世纪感情最猛烈的画面：两个贵为王子的小男子走在母亲的灵柩后面，全世界的人怀抱着悲伤、恐惧的情绪看着这一幕”。出版商认为这本书“充满了真知灼见、启示、自我反省和来之不易的智慧”。
据《泰晤士报》2023年1月报道，哈里于2022年夏季的伊利沙伯二世登基白金禧紀念活动期间谒见了祖母伊丽莎白二世，之后就出版书的事情犹豫不决，但最终还是决定出版。在接受布莱尼·戈登采访的时候，哈里透露初稿有800多页，足够用来写两本书，但后来缩减到400页左右，删掉的内容讲的是他和父亲、哥哥的关系，是他“不想让全世界知道的”，因为他“不觉得他们会宽恕”。他表示书的目的“不是弄垮皇室”，而是拯救；他认为自己有义务为之后的继承人，也就是哥哥威廉王子的孩子去改革皇室，即便威廉明确告诉他不要管他的孩子。

## 主要内容
作为哈里王子的个人回忆录，《备胎》分章节记述了他的早年生活、教育背景、在皇室及英国陆军的经历、与萨塞克斯公爵夫人梅根从相恋到结婚，再到为人父母的岁月，以及与父母和哥哥的关系，其中穿插了哈里王子对自己身为“备胎”的不满情绪，而这也是该书的一大主题。

### 童年与母亲身故
第一章记载了哈里王子出生当天的情形，据说当时他的父亲查尔斯对母亲戴安娜说：“太棒了！今天你给我生了一个继承人、一个备胎——我的工作完成了。”哈里说自己生下来就是要给威廉当备胎，以便查尔斯三世接受器官移植或输血。在这一章里，哈里驳斥了外界说他父亲不是查尔斯、而是戴安娜的情人詹姆斯·休伊特的谣言。他认为这个谣言之所以流传，是因为休伊特长着红头发，而且是一位虐待狂。他说查尔斯有一次拿这件事开玩笑，当时他觉得这很“恶趣味”。他将自己与哥哥威廉的关系比作备胎和继承人，就好比他姑姑瑪嘉烈公主和奶奶伊丽莎白二世那样，认为玛格丽特公主“什么都得不到，除了有点让人觉得惋惜，变得很神经质”，“但凡皱个眉头都能杀死一盆盆栽”。哈里又提到自己在路德格罗夫学校读书的时候遇到的两位女性，一位是“身材火辣”的女宿管罗伯茨小姐（Miss Roberts），是他喜欢的人；另一位是膝盖弯曲、脊椎僵硬的学校赞助人帕特（Pat），哈里经常取笑她，形容她“身材矮小、害羞、无精打采”，“没能让我们性兴奋”。
据哈里回忆，母亲意外身亡当天的凌晨，父亲把情况告诉给了当时12岁的他。他认为安排他和哥哥走在母亲灵柩后面的想法吓坏了许多大人，尤其是舅舅第九代史賓賽伯爵查爾斯·史賓賽。哈里说当时也建议威廉一个人走在灵柩后面，但被他拒绝，因为如果是安排他走后面的话，威廉也会拒绝。哈里说10年来他一直相信母亲是在躲避媒体的骚扰，他的哥哥威廉也曾这样想过。哈里提到母亲事故的调查报告是如何“草率、荒谬”的，质疑狗仔队为什么要跟踪母亲，质疑大家为什么不把他们送进监狱；他怀疑之所以不这样做，是因为“收买人和掩盖真相是家常便饭”。哈里和哥哥曾计划发表联合声明，要求重启调查，但被“话事人劝阻了”。后来去巴黎出席2007年世界盃橄欖球賽半决赛的时候，他让司机驶过母亲遇难的隧道，用的是事发时戴安娜座驾的60英里每小時（97每小時）时速。他承认做这个决定的时候“考虑不周”，只给他带来更多的痛苦。而为了和母亲取得联系，他求助一位“据称拥有‘权势’”的女性。

### 青少年时代、吸毒及派驻阿富汗
哈里在书中承认自己17岁时吸食可卡因，这虽然“不是很有趣”，但让他“觉得很不一样”。后来他吸大麻吸得非常嗨，甚至和狐狸耳语，觉得这是异域向他发出的信号，还说梅根几年前就已经做了他的妻子。2016年1月在柯特妮·考克斯家开派对的时候，他用龙舌兰酒洗了几颗迷幻蘑菇，之后吞下去，没过多久就在厕所里产生了幻觉，跟垃圾桶和厕所说起话来。他提到《世界新闻报》的编辑利百加·布鲁克斯一直搜集他吸毒的证据，批评她是“非常讨厌的蟾蜍”，“人屁股上的脓疱，外加当记者的狗屎借口”。他又提到在一家热闹的酒吧后面的田地里失去童贞的“羞耻事件”，当时让他失去贞操的是一位“喜欢马的年长女性”，但对方不把他当成“一匹年轻的种马”。他提到自己有一次在酒吧喝到烂醉，醉到跟人打起架。还有一次酒吧把他扔了出去，他到酒店的时候跟保镖“咆哮”起来，甚至挥拳打对方、扇脸。看到对方没有还手，哈里“又扇了他一遍”，“一定要打伤他”。
哈里提到哥哥威廉和嫂子凱薩琳在2005年的“原住民与殖民者”（Native and Colonial）化装舞会上建议他选一件纳粹制服，套在飞行员制服外面。哈里说自己对凯瑟琳一见钟情，喜欢看她笑，与其说是嫂子，倒不如说是姐姐。哈里还提到在阿富汗执行任务的经历，说自己在六次空降任务中击杀25名塔利班成员；他自己不认为这些人是“人”，而是“弃子”，25这个人数既不让他感到满意，也没有什么好羞愧的。

### 与查尔斯和卡蜜拉的关系、威廉的婚礼、卡罗琳·弗莱克
对于查尔斯的情人卡蜜拉加入皇室，哈里和哥哥威廉都表示欢迎，但条件是查尔斯不能和卡蜜拉结婚。哈里认为卡蜜拉“牺牲”了他，把他当成公关“祭品”，用来改善个人形象；他曾将卡蜜拉与威廉谈话时的“具体细节”泄露给媒体。他称威廉对没有公开查尔斯与卡蜜拉的婚外情“心中有愧”，他自己也“一直以来都怀疑有情妇”，而这件事也让威廉“心神不宁”、“备受折磨”。哈里认为卡蜜拉与戴安娜的死“脱不了干系”，觉得他是拆散戴安娜与查尔斯婚姻的“关键人物”。至于第一次见卡蜜拉的时候，哈里感觉像“打针”，因为卡蜜拉“很无聊”，一部分原因是哈里不是查尔斯的继承人，也威胁不到卡蜜拉要和查尔斯结婚的意愿。哈里坦承查尔斯跟卡蜜拉婚后非常开心，他自己也希望两人开心，想知道卡蜜拉“开心的时候是不是不那么有威胁性”。而哈里离开克拉伦斯宫没多久，卡蜜拉就把哈里的睡房改造成更衣室。据哈里介绍，在高登斯顿学校读书的时候，查尔斯经常被人欺负，“几乎不能活下来”。之后查尔斯对泰迪熊产生依赖，度过了难熬的学校生涯，而泰迪熊也成为查尔斯成年后最喜欢的东西，代表着“他童年的孤独本质”。
2011年威廉王子与凯特·米德尔顿的婚礼上，哈里当伴郎。哈里觉得这个安排是“赤裸裸的恶谎言”，因为詹姆斯·米德（James Meade）和托马斯·范斯特劳本泽代替他在婚礼招待会上致辞；不过他觉得这个安排是对的，不然他会在致辞中说“一些非常不恰当的话”。由于婚礼前去了北极点没多久，哈里的“老二”没有适应过来，出现冻伤，需要按照建议涂抹伊丽莎白雅顿乳液；哈里说乳液的味道让他想起戴安娜。而婚礼正式开始前的几个小时，威廉喝兰姆酒喝到烂醉。在回忆录中，哈里表示与雀儿喜·达维分手的几个月后，他结识了卡罗琳·弗莱克，之后有段时间见过她，直至媒体“无法挽回地玷污”他们两人的关系。除此之外，哈里否认小报所说的与卡麥蓉·狄亞茲有染。哈里认为英国是“全世界最有文化的一群人”，也是“最容易上当的”，因为会轻信小报的谣言。

### 与梅根和父亲的关系
与梅根·马克尔约会的第一天，哈里出海赛艇。由于船上没有厕所，哈里尿湿了裤子；哈里对查看梅根在《金装律师》中激情戏感到后悔。哈里又提到有一次跟梅根吵架的时候，他“不由分说地暴怒起来”，事后梅根说“不能容忍”这种喜欢，让他去接受治疗。哥哥威廉觉得他和梅根的恋爱“进展太快”，要求他认真思考这段感情，但哈里冥冥中觉得梅根是母亲戴安娜安排的。哈里提到伊丽莎白二世曾提出让梅根选她私藏的皇冠配婚纱，但被服装师安吉拉·凯利拒绝，认为皇冠不可以在“不依照法令、没有警方护送”的情况下离开白金汉宫。就在哈里曾几次联络过凯利之后，凯利“突然凭空出现”，拿出一份授权协议书，把皇冠拿了出来，但“眼睛充满了怒火”，哈里将其解释为“明显的警告”。
哈里称梅根与凯特王妃就花童礼服有过争议，当时离大喜之日还有四天，王妃提出要完全重做女儿夏洛特的花童礼服。哈里透露王妃向梅根发短信，说夏洛特在穿礼服的时候“哭了”，因为礼服“鬆鬆垮垮的，又宽又长”。梅根当时在照顾身体不适的父亲托马斯，过了一天才回复王妃。王妃同意带女儿去找梅根的裁缝，后来哈里回家的时候发现梅根坐在地板上抽泣。哈里说王妃其实并没有恶意，第二天就拿着鲜花和卡片上门，向他们聊表歉意。哈里回忆梅根与王妃商讨婚礼彩排时间的情形，当时王妃还怀着小儿子，不太记得彩排时间的细节，哈里觉得她肯定是“荷尔蒙过剩，怀孕怀傻了”。后来在2018年6月，两位妯娌在肯辛顿宫以一杯茶达成和解。哈里指责父亲和继母一家把两位妯娌的矛盾透露给媒体。
哈里说有两件事让他觉得是时候生孩子了。第一件事是他和梅根对着一群会唱歌的海豹唱歌，海豹也用歌声回了他们。第二次是梅根在家做了两次妊娠测试，事后把验孕棒放在他的床头柜上，而柜子上面有一个装着戴安娜头发的蓝色箱子。哈里当时心想：“好吧，我觉着挺好的。那就来看看为人母亲会在这种情况下做什么。”得知第一个孩子即将出生，哈里说想感谢“海豹人”和“母亲”。堂妹尤金妮郡主于2018年10月结婚当天，哈里与梅根向大家公布了喜讯。梅根分娩的时候，哈里吸了一罐笑气“提神”。哈里说梅根曾在2020年流产，离开医院的时候还用“一个小包裹”装“死婴”。他们去了一个“秘密的地方”，那里“有一颗榕树庇荫”，哈里在树下徒手挖了一个洞，把孩子埋了。

### 离开皇室
2019年，哈里和威廉在诺丁汉小屋吵架，当时威廉登门拜访，说要谈他们两人“不断滚动的情感灾难”。哈里说威廉的不满情绪就是在“机械地复述”媒体对他妻子的看法。随后两人发生争吵，威廉之前说他提出帮忙，哈里在这里驳斥。之后两人进了厨房，威廉揪着哈里的衣领，扯着他的项链，一把将他推倒在地，身子压碎了装狗粮的碗，碎片刮伤了他。哈里说威廉怂恿他还手，他没有做。离开的时候，威廉看起来“非常遗憾，还道歉”。哈里打电话给治疗师沟通，梅根知道这件事，“非常伤心”。
在书中，哈里说查尔斯想知道梅根会不会继续演艺事业，因为他们“没钱花了”。尽管如此，查尔斯还是继续支持两人，直至两人离开英国，哈里说查尔斯最担心梅根的名气让自己蒙上阴影。哈里说查尔斯和卡蜜拉也不喜欢威廉和凯特“太过招人关注”。哈里坦承自己并不想在脱离王室后失去公家提供的保安，因为他的舅舅安德鲁王子脱离王室后还留有保安，当时安德鲁是因为被控性侵犯年轻女子弗吉尼亚·朱弗雷离开皇室。哈里认为桑德灵厄姆府峰会是皇室私人秘书安排的一场“大龙凤”，三位中年白人男子用“大胆的马基雅维利主义权术”巩固权力；哈里给这三个人起来绰号，爱德华·杨爵士叫“蜜蜂”，克莱夫·奥尔德顿叫“马蜂”，西蒙·凯西叫“苍蝇” 。
2021年4月祖父菲利普亲王的葬礼结束后，查尔斯和威廉见过一面。当时场面剑拔弩张，查尔斯说“过来吧，孩子们，别让我的晚年过得如此痛苦。”哈里形容威廉是“最亲爱的哥哥”，也是“宿敌”，第一次看到他的光头的时候觉得“非常吓人”，而他与戴安娜的相似之处也在逐渐消失。有一次和父亲哥哥散步的时候，威廉问皇室出问题的时候，哈里为什么不过来找他们，觉得哈里应该跟“奶奶”一起处理脱离王室协议所带来的批评。哈里觉得哥哥的回应很恶心，但哥哥扑了过来，透露出他的爱：“我现在以妈妈的生命向你发誓，我只希望你快乐”，但他不相信哥哥说的话。
由于皇室方面拒绝哈里在死后埋在奥尔索普庄园母亲陵墓旁边，哈里改用浮若閣摩爾宫作为墓园。

## 发行

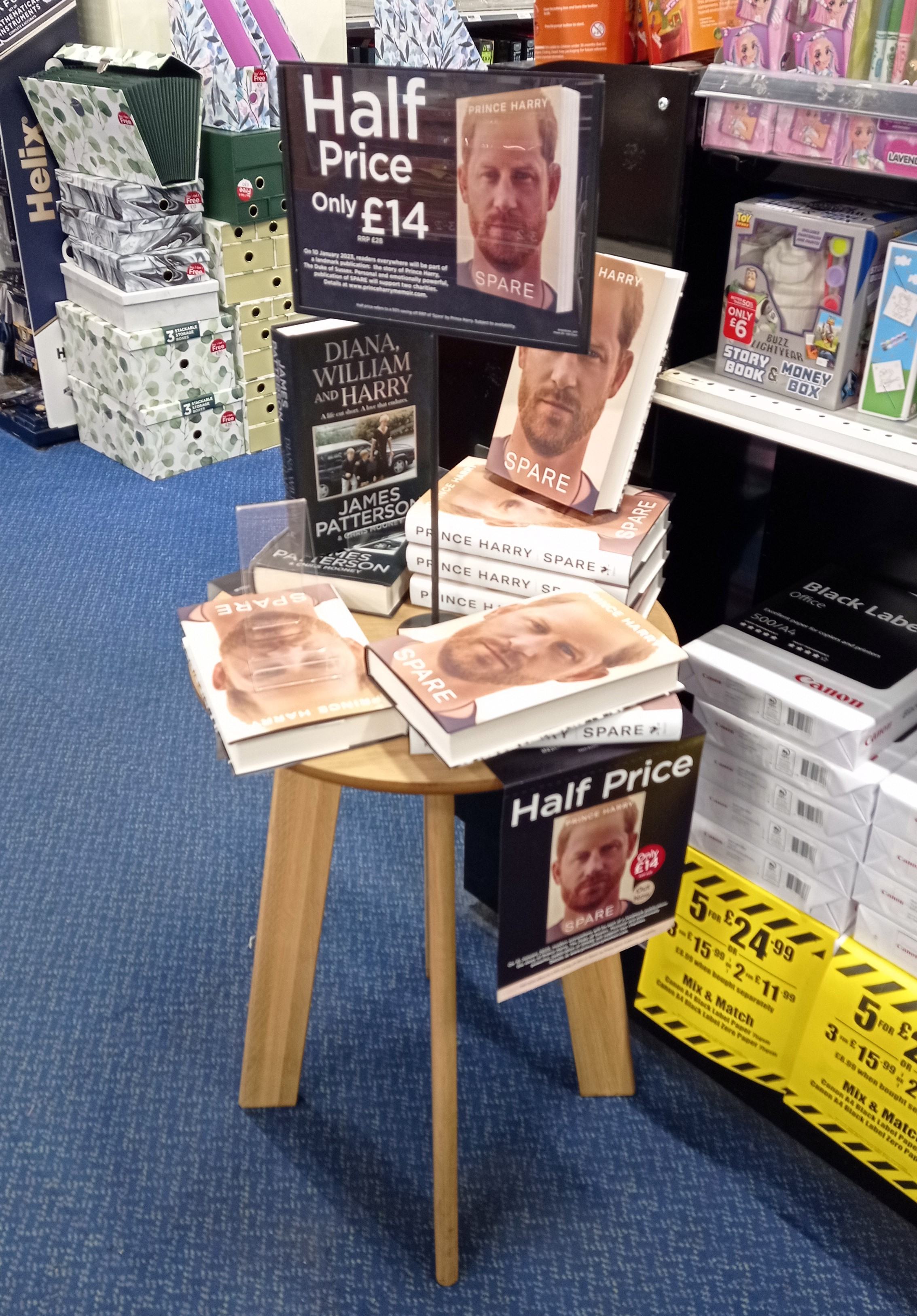
陈列于伦敦WH史密斯书店的《备胎》，摄于2023年1月14日。

《备胎》于2023年1月10日正式发行，一共有15种语言的翻译本，涵盖德语、荷兰语、丹麦语、瑞典语、法语、意大利语、西班牙语、欧洲葡萄牙语、巴西葡萄牙语、罗马尼亚语、波兰语、希腊语、匈牙利语、芬兰语和汉语。首发价格为28欧元，但其后大部分书商于2022年11月宣布半价出售，引起无法同步降价的小书商批评。正式发行前五天，西班牙语版《阴影中》（En La Sombra）意外出现在西班牙部分书店，其后紧急下架。天空新闻台认为书的英文名指的是“继承人与备胎”，其中备胎就是哈里对自己在英国王室地位的理解。
为了宣传该书，哈里在加州接受三家媒体采访：第一家是美国哥伦比亚广播公司，由《60分钟时事杂志》主持人安德森·库珀采访，1月8日播出；第二家是英国独立电视台，由湯姆·布拉德比采访，节目名为《专访哈里》；第三家是美国广播公司，由《早安美国》主持人迈克尔·斯特拉汉专访，1月9日以特辑《哈里王子：亲口讲述》（Prince Harry: In His Own Words）播出。三家媒体都曾请求白金汉宫评论专访内容，结果被要求提供节目画面，而节目画面碍于各自的规章制度无法交出，故无疾而终。1月10日，哈里接受晚间脱口秀节目《斯蒂芬·科拜尔晚间秀》采访。除此之外，哈里还接受美国《人物》杂志和英国《每日电讯报》专栏作家布莱妮·戈登的专访。
在抢先发布的节目片花中，哈里向《60分钟时事杂志》主持人库珀表示“每次我私底下处理这件事的时候，总会有各种针对我和我妻子的快讯啊，爆料啊，谣言啊出现”，而“我们家的座右铭是‘永不道歉，绝不解释’，但这终归只是个座右铭......（因为白金汉宫）一定会给记者喂料，或是直接沟通，而记者会直接把喂过来的消息写成报道，然后就直接说已经找了白金汉宫评论事件，而整个报道实际上就是白金汉宫的观点。而过去六年来我们得到的回复是：‘我们不能发声明保护你们’，但是你们能为其他家人发声明，所以沉默就是背叛。”《每日快报》认为哈里在这里所说的“沉默就是背叛”引用了马丁·路德·金的话，但哈里没有说出处。接受布拉德比采访的时候，哈里说想让父亲和哥哥“恢复原样”，说“想要一个家，不是一个机构”。哈里认为皇室巴不得把他们打成恶棍，“毫无和解意愿”。而据查尔斯三世身边的消息人士透露，查尔斯三世始终爱两个人，过去几年一直和他们保持联络，即便双方关系偶尔陷入紧张。据称两父子一直保持联络，2022年6月伊丽莎白二世庆祝登基白金禧年的时候还见过几面。在斯特拉汉的专访中，哈里表示不认为自己能和家人和睦相处，“除非公开真相”。

## 反响

### 专业评价
汇总媒体网站Book Marks收录了17条书评，其中1条被列为“盛赞”（rave），6条被列为“好评”（positive），7条被列为“中肯”（mixed），3条被列为“差评”（pan）。
《纽约客》的丽贝卡·米德认为《备胎》“值得一读”，当中所陈细节足以写成头条新闻，故事的力量、口吻，以及时不时令人惊讶的睿智点都很出彩。他认为“总的来说，（这本书）有潜在的历史意义，值得一看”。《卫报》专栏作家夏洛特·希金斯认为回忆录“引人同情，让人沮丧，诡异得引人入胜，也很荒谬”，哈里“在厌恶小报报道方式的同时，也深深仰赖这种范式，这也是这部他人代笔的回忆录所呼应的格式”。
在《纽约时报》的评论中，亚历山德拉·雅各布斯（Alexandra Jacobs）认为“备胎”这个词无所不在，不论是在情感上，还是在具体表现上；换而言之，哈里没有始终在“备胎”挂在嘴上。她觉得哈里“被一些‘嗡嗡声’给逼疯了”，仿佛“天生就无法摆脱”这种声音的吸引。
《独立报》专栏作家露西·帕维亚（Lucia Pavia）打出4/5星评价，认为哈里“在这部坦率得令人叹为观止的书中大踏步前进”。同为《独立报》撰文的杰西·汤普森（Jessie Thompson）认为书的内容“私人化到可怕”，“非常私密”，觉得“哈里说他‘再次’打破沉默的笑话已经成为陈词滥调，变成沉默的反义词，成了持续的杂音。”也是来自《独立报》的汤姆·佩克（Tom Peck）恳请读者不要认真看待哈里的话，因为但凡这么说“都能赚个几百万美金”。他认为哈里如果不喜欢媒体的骚扰和安全工作，就应该“直接闭嘴，再也不要给自己厌恶的野兽喂料”。佩克认为这本书证明哈里的家人都是“神经质”，与小报之间存在一种相互寄生的关系，而哈里似乎故意不和家人和好如初。
《金融时报》的亨利·曼斯（Henry Mance）认为哈里在书中说的某些话题“太过了”，一边是希望有私人空间，一边又选择大谈私人生活，感觉有点自相矛盾，就好像“有人叫你不要在他们的花园点火，结果他们自己就搭了一个篝火”，就好像“巴菲特承诺会捐出全部财产，但不代表你可以不打招呼就把他的车开走”。尽管如此，曼斯还是觉得《备胎》是“当代最有见地的皇家题材著作”。《每日电讯报》的安妮塔·辛格（Anita Singh）打出3/5星，认为书“结构良好，行文流畅”，焦点主要放在哈里与母亲之间的关系上，而哈里还没有从母亲的死亡中走出来。
《泰晤士报》的詹姆斯·马里奥特（James Marriott）认为书是哈里用治疗猜疑的疗程，有400页之多。他认为哈里一直在寻找解脱方法，推倒遭人溺爱、困在笼子里的熊猫生活，他的妻子梅根则展示出“受虐和进攻的才能”。《新闻公报》的多米尼克·庞斯福德（Dominic Ponsford）认为哈里“没有侵犯家人的隐私，但严重损害了他自己的隐私”。他认为书出版之后，媒体再报道哈里的私生活就几乎没有什么禁区。他认为哈里的家人可能会起诉他侵犯隐私，就像2006年的麦肯尼特诉阿什案那样，证明“关系亲密的家人有相信彼此的义务”。
英国广播公司的皇家记者肖恩·考夫兰（Sean Coughlan）认为《备胎》是“皇家成员写的最古怪的书”，“一部分是告白，一部分是咆哮，一部分是情书”。他认为这本书“坦率而亲密”，展现出哈里经常与世隔绝的人生中有些“非常怪异”的地方。他觉得书中都是一些“小细节”，没有什么“固定套路”，“让我们短暂领会一下真正知道的东西还是相当的少”。天空新闻台的凯蒂·斯宾塞（Katie Spencer）认为书里面有一些令人心碎的内容，特别是他提到特别想要拥抱的时候。然而之后话锋一转，变成了耍孩子脾气的沉思、不成熟的吹牛和恶毒的解释，别人一读就不太能同情起他。她认为哈里分享的有些个人细节“非常直率，我们根本不需要知道”，只会让书变得“不成熟、丧失沉浸感”。

### 阿富汗人的回应
针对哈里在书中说杀了25个塔利班，大批阿富汗和巴基斯坦的网民在Twitter上批评他“杀人犯”、“十字军”。塔利班政府外交部发言人阿卜杜勒·卡哈尔·巴尔基在声明中表示：“西方国家对阿富汗的占领绝对是人类历史上的一个可恶时刻，哈里王子的言论是阿富汗人在占领军手下遭受创伤的缩影，这些占领军不由分说就杀害无辜的人。”塔利班指挥官莫拉维·阿哈·戈尔（Molavi Agha Gol）批评哈里是“满口喷粪的失败者，一直想博人眼球”，认为他“没胆走进战场”。塔利班官员哈立德·扎德兰（Khalid Zadran）认为“自豪地坦白所犯罪行的哈里之流一定会被送上国际社会的审判桌”，批评哈里“残忍野蛮的行为”夺走了十多位“手无寸铁的阿富汗老百姓的性命”。塔利班政府矿业与石油部主任Uaqab Afghan认为哈里能活着就很“幸运”，想知道国际司法组织会不会回应“哈里王子在阿富汗的反人类暴行”。阿纳斯·哈卡尼批评哈里将塔利班分子比作旗子：“你杀的人不是什么旗子，是人，他们的家人正等着他们回来”。他透露：“经过检查，我们发现哈里王子所说的杀了25个圣战者的那些天，赫尔曼德省没有把伤亡数字报给我们，很明确是有平民百姓被攻击了。”
美国巴勒斯坦裔记者阿里·阿布尼玛称哈里王子为“骇人听闻的杀人狂魔”，呼吁把他引渡到阿富汗，以接受刑事指控。安德鲁·尼尔认为哈里的言论对他的保安团队来说是“不折不扣的噩梦”：“怎么傻到说这种话？”马克·博尔科夫斯基也批评哈里公开自己在阿富汗的战绩：“他让自己别人盯上了。如果他真心想保护家人，就不应该把他们置于这么大的危险中，因为我不相信他家人的安保等级和他本人是一样的，况且他也不是皇室成员了。”保守党议员鮑伯·斯圖爾特质疑哈里为什么要把这些细节透露给民众，表示“真正的军人往往都会回避这种东西。我认识的人都不会去炫耀这种东西，他们反而会为做这种事情感到羞愧。”
蒂姆·柯林斯将军表示哈里的言论“不是说你在军队里怎么怎么样，我们也不会这么去想。哈里现在是在抛弃曾经爱过他的军队大家庭，连原生家庭都毁了。”他认为哈里正在推崇美国的身份认同政治，散播“子虚乌有的诽谤言论或种族主义情绪”。
理查德·坎普认为哈里的话“恰恰中了圣战份子反英政治宣传的下怀”，同时批评哈里称英军军训是要把人训练成他们心目中的模样。坎普表示：“士兵被训练得视敌人如弃子的说法并不妥当，我们不是这些训练的，塔利班可能会利用他的话，说他犯有战争罪，虽然这么说可能不妥。”
前国家安全顾问金·达罗克勋爵称如果换做是他，他不会让哈里泄露这些细节。前英国皇家海军指挥官斯皮特黑德男爵艾倫·威斯特称哈里说这些话“非常愚蠢”，对即将参加不屈运动会的退伍军人构成“严重的安全问题”，而运动会与哈里的关系密切。国防特别委员会主席、前英军上尉托比亞斯·埃伍德警告大家注意“安全影响”，前英国国防大臣弗内斯男爵约翰·赫顿认为提杀了多少人就是“贬低”自己。前英国国防参谋部副部长理查德·巴伦斯将军称“有些事情是发生在战场上的，跟大众说出来没有特别大的好处”。已退役的英国皇家海军军官克里斯·帕里说从未听过战友说杀了多少人，如果说出来就对被害者的尊重，是不恰当、愚蠢的。
前英军上尉迈克·克罗夫茨（Mike Crofts）认为哈里的说法既不明智，也违反了英军的潜规则。他说：“一般来说，如果一个人公开说自己杀了多少多少人，就是在证明他正在与服刑期间或之前遭受创伤作斗争。”他判断哈里可能有不良童年经历，例如父母吸毒酗酒、暴虐、疏于照顾，以及最为重要的，父母中有一位去世；这些因素构成了同年的创伤和不良经历。退休高级情报官员菲利普·英格拉姆（Philip Ingram）认为哈里有創傷後壓力症的迹象。
2023年1月6日，也就是哈里的杀人言论公开后，前英國皇家海軍陸戰隊、动物慈善组织诺扎德狗狗创办人保罗·法辛紧急从阿富汗首都喀布尔撤离，以免遭到“前安全部队成员的报复袭击”。
参与击毙奥萨马·本·拉登行动的前海豹部队成员罗伯·奥尼尔在清谈电视节目《皮尔斯·摩根不设防》中为哈里辩护，认为穆斯林不可能因为哈里的话去反对，甚至去杀西方人。杀多少塔利班实际上是哈里王子的事情，而且塔利班是恐怖分子，哈里王子还可以杀更多。
2023年1月8日，阿富汗赫尔曼德省的一所大学举行抗议活动，抗议哈里杀害25名阿富汗人。
在新书发布当天的美国电视台联合访问中，哈里的随扈拿着一个手枪盒出现。针对外界的批评，哈里表示详细叙述个人经历是“疗愈”过程的必经之路，而“沉默是最没有用的补救措施”。他指责媒体提前泄露书中内容，否认“吹嘘”杀了多少人。心理学作家杰西卡·泰勒认为自揭疮疤有助于抚平、验证不好的情绪和经历。她表示，当公众人物以这种非医疗、非污名化的方式处理伤痛时，普通人也会意识到自己对创伤的回应也是正常、自然、合理的。
伊朗政府也对哈里的言论表示不满。此前伊朗政府以向军情六处提供机密情报为由，处决了持有英国和伊朗双重国籍的阿里-礼萨·阿克巴里，引发英国政府谴责。随后伊朗外交部发表声明，称“皇室成员执掌的英国政权把杀害25位无辜老百姓的行为视作吃棋子，毫无悔恨之意，视战争罪行为无物，这样的人根本没资格去和别人宣扬人权的事情。”
2023年2月，英国国防大臣本·华莱士在伦敦广播公司电台的广播节目中回应哈里的言论，称“打仗不是计分比赛，我真心觉得吹嘘或谈论杀了多少人是在歪曲战争是团队活动的事实。”

### 心理健康问题
在书中，哈里提到2019年和哥哥爆发肢体冲突，事后没有打电话给妻子，而是联系了治疗师。记者丹尼尔·伯德（Daniel Bird）认为这种说法与梅根早前的话有出入，当时梅根说她不被允许寻求组心理协助：“哈里王子说他跟威尔士亲王打架后联系了自己的治疗师，梅根则说皇室不允许她接触治疗师，因为她是皇室工作人员，这到底是什么情况？看样子古怪的哈里可以接触治疗师，她不可以......”《独立报》专栏作家梅雷迪思·克拉克（Meredith Clark）赞扬哈里在肢体冲突后联系治疗师，认为这会让男性打破羞于寻求心理帮助的做法。
哈里虽然是心理健康的坚定倡导者，但被查尔斯三世及其嫂嫂凯特王妃身边的消息人士骂“伪君子”，指责他在书中公开了查尔斯三世高登斯顿学校读书的难堪岁月，以及凯特王妃生下小女儿之后的心理问题，认为这样做破坏了两人的心理健康。消息人士表示：“他太虚伪了，直接点出别人的心理健康问题。国王可以自己跟公众透露自己在高登斯顿学校的不堪往事，哈里绝对不行。问题是没有长辈提醒他不要这么做。”《每日电讯报》引述女王伊丽莎白二世身边的消息人士，称哈里三番五次“伏击”王室，给女王的健康带来影响，从而“付出代价”。
哈里又在书中提到与卡罗琳·弗拉克的关系，推测卡罗琳是因为无法忍受媒体“经年累月”的“无情辱骂”而选择自杀。卡罗琳的前公关亚历克斯·马伦（Alex Mullen）指责哈里跟媒体“鹦鹉学舌”，把卡罗琳的死因“说得像是真的一样”。他认为哈里和梅根已经反思一下，想想自己是不是给女王伊丽莎白二世“带来痛失丈夫爱丁堡公爵菲利普亲王及晚年同等的痛苦”。

### 政界回应
在一次采访中，英国首相里希·苏纳克被问到“皇室高层互相斗争背叛”的指控爆出后，公众该不该相信皇室。对此，苏纳克回应称：“我觉得吧，像我这样的平民老百姓是很关注皇室的，大家都对他们感到非常骄傲。我经常环游世界，称赞英国是一个伟大的国家，有许多让我们引以为傲的东西，皇室就是其中一个，包括皇室成员在内。”前美国总统罗纳德·里根与南希·里根的女儿帕蒂·戴维斯此前写了一本记录里根总统任期的书，她对哈里表示失望：“我是想写一本从来没有写过的书，理由在我看来和哈里差不多，都是想讲真相，把事情原封不动写出来。然而我太天真了，竟然觉得把我自己的想法和真相写出来给全世界看，我们的家人就会更好地理解我。”

### 舆论
2023年1月，《备胎》发行前夕，哈里在英国的声望进一步下滑。根据YouGov的一项调查，有三分之二的受访者对哈里持负面观点，比2022年5月的过半数进一步下跌，只有四分之一的人持正面态度。而根据另一项民意调查，68%的受访者对哈里持负面态度，持正面态度的只有21%，其中65岁及以上的民众认为哈里和梅根是声望最差的皇室成员。有五分之一的人认同哈里所说的出版书的目的，相比之下有高达两倍（41%）的人认为哈里是想借书捞钱。

### 销量
发行第一天，该书在英国售出约40万本，包括精装版、有声书版和电子书版，创下该国非虚构书籍的单日销量纪录。北美及英国方面，该书全渠道首日共售出140万本，创下企鹅兰登书屋出版非虚构书籍的首日销量纪录。吉尼斯世界纪录称该书打破了“有史以来销售最快的非虚构题材书籍”的纪录，超越了贝拉克·奥巴马2020年出版的书籍《应许之地》。尽管书在英美两地的建议零售价分别为28欧元和36美元，水石書店、WH史密斯和亚马逊等大型书商宣布半价出售。有报道指书的PDF盗版已经在WhatsApp上传播，部分只买了一本的顾客收到了两本书。
发行第一个星期，该书在英国卖出467,183本实体书、750,000本电子书，成为尼尔森图书数据（Nielsen BookData）1998年记录公开发行实体书销量以来，英国销售最快的非虚构类书籍。该记录此前由凯·阿林森（Kay Allinson）撰写的减肥食谱《Pinch of Nom》持有，2019年出版的前三天共卖出210,506本。在爱尔兰发行首周，《备胎》卖出20,584本，成为近20年来爱尔兰销售最快的费虚构类书籍，超越了保羅·奧康內爾的自传《The Battle》。在澳大利亚发行首周，《备胎》共卖出64,150本实体版、55,850本有声书和电子书，成为该国自2002年以来销量最快的自传，打破了达伦·洛克耶自传的纪录。此外，该书还在法国卖出15万本。出版首周，《备胎》在全球卖出320万本，其中美国占160万本。

## 内容真实性
对于所陈事情的真实性，哈里表示：“不管怎么说，我的记忆就是我的记忆，怎么样就是怎么样，以最为合适的方式来搜集展现。我所记得、如何去记得的真相就是所谓的客观事实。”
在书中，哈里表示卡蜜拉王后曾将她与威廉的私人谈话泄露给媒体。《每日电讯报》引述卡蜜拉王后身边的消息人士，称王后没有泄露对话，而且对谈话细节被媒体公开感到“愤怒”。事实上，卡蜜拉与高级助理阿曼达·麦克马库斯（Amanda MacManus）讲会议的事情，麦克马库斯的丈夫、一位媒体公司高管再和以前的同事讲这件事情，同事又把消息透露给媒体，所以泄露的源头是阿曼达，不是卡蜜拉。随后卡蜜拉发表声明，宣布调查行动结束后，阿曼达从皇室“辞职”。
在《星期日泰晤士报》采访中，一名前皇家助理质疑哈里在派对中穿着纳粹制服的说法，称自己当时负责收拾烂摊子，也和哈里聊过天。他表示皇家的顾问团队从来没听过威廉和凯特说这是他们的主意，也没听他们说这只是一个滑稽的玩笑，所以这件事根本不可能在当时发生。威廉和凯特的好友批评哈里的说法是“一派胡言”，跟他们没关系。对于哈里在书中不满未获安排在威廉的婚礼招待会上做伴郎发言，威廉和哈里的朋友说“哈里不想当伴郎，好几个月都再说让托马斯和詹姆士当，因为他们是威廉最好的朋友”。
哈里有提到2002年伊莉莎白王太后去世的时候，还在伊顿公学上学的他从手机得知噩耗。然而纪录显示消息传出的时候，哈里正和父亲哥哥在瑞士度假。当时和三父子在瑞士滑雪的查尔斯好友批评哈里在书中的说法是“一派胡言”，称哈里“就是在克洛斯特斯，和亲王在一起”。哈里之后又提到伊丽莎白皇太后灵柩上面的宝石是“人类见过的最大的钻石”，名叫光之山。巧合的是，据皇家珍藏信托透露，同为英国御用珠宝的卡利南鑽石也号称“史上最大的钻石”。
哈里在书中称继母卡蜜拉提议他当百慕大总督（governor-general），但百慕大是英国海外领土，不是英联邦国家，所以百慕大没有英联邦国家所说的总督，只有一般的governor。哈里说从BBC网站了解到伊丽莎白二世去世的说法也遭到质疑，《每日电讯报》报道称查尔斯亲王在死讯公开的5分钟前就在电话里和他说女王的死讯。哈里说第一次见梅根的时候，梅根穿着黑色运动衫、牛仔裤和高跟鞋，然而梅根之前说穿的是蓝色连衣裙。
在《每日电讯报》的一篇文章中，记者卡蜜拉·托米尼批评哈里在回忆录中说《电讯报》报道梅根和凯特王妃在他婚礼前夕吵架，当中原文称“梅根就伴娘礼服问题逼哭了凯特”。对此，卡蜜拉表示原文的1200字用得比较平衡，《电讯报》“是从两位独立消息人士那里得知凯特在为夏洛特公主试穿伴娘礼服后流下眼泪”。她指出写梅根被骂哭的是《太阳报》的杰克·罗伊斯顿（Jack Royston），他下的头条标题是“梅根逼哭了凯特”（Jack Royston）；目前杰克在《新闻周刊》担任首席皇室记者，以写对哈里夫妇的有利专栏文章闻名。据卡蜜拉透露，当时皇室工作人员了解到的情况是梅根私底下不满礼服太不合身，其他几位母亲也有所抱怨，这就和哈里说只有凯特王妃在抱怨礼服截然相反。卡蜜拉也表示，凯特王妃私底下就这件事情找梅根沟通，是梅根跟凯特的工作人员说她想上门平息事态，结果“含泪离去”。哈里在书中批评在他们这边和威廉那边之间选边站的工作人员散播“谣言、谎言”，搞坏了气氛。他认为，在这样氛围里，他的工作人员甚至不能忍受“建设性的批评意见”，继而指责威廉的工作人员“在背后捅刀”，“让我们两边的工作人员产生矛盾”，而梅根全程用装食物和鲜花的篮子“释放善意”，还“组织茶叙和冰淇淋活动”。据卡蜜拉透露，梅根把冰淇淋车叫到肯辛顿宫那天，特地嘱咐工作人员只给她们家和工作人员做冰淇淋，不要给威廉那边的人做。一名前皇室工作人员称梅根的慷慨之举让别人越来越不悦：“前一分钟要给你买花，后一分钟就对你不理不睬了。”威廉夫妇的通讯秘书杰森·耐夫（Jason Knauf）曾抱怨梅根的行为，说她“过去一年去把两位私人助理给欺负走了......公爵夫人似乎一直要求某些人必须时刻待在视线范围内。她一直在欺负某人，打算消磨她的信心”。杰森称哈里夫妇去澳大利亚、新西兰、斐济和汤加的旅程“极具挑战性”，旅途因为“公爵夫人的行为变得更糟”，即便梅根极力否认欺负过别人。
伊丽莎白二世前新闻秘书迪基·阿比特要求企鹅兰登书屋道歉，理由是《备胎》称“女王的前新闻秘书”是所谓的皇家洗地党“弗利特街（英国媒体中心）评审团”（Fleet Street jury）的成员之一，还曾经说过哈里与梅根在退出王室之后“不值得可怜”。他表示：“虽然（哈里）没有直呼我的名字，只说是‘女王的前新闻秘书’，但仔细想想就知道他把矛头指向我，因为我就是前朝唯一一个负责联络媒体的臣子。”他否认自己是什么“评审团成员”，也完全没有说过“不值得可怜”之类的话，所以要求企鹅兰登书屋予以澄清。后来《泰晤士报》称“不值得可怜”的话是前平等与人权委员会主席特雷弗·菲利普斯说的。
针对有关批评，书的作者J·R·默林格在Twitter上分享了哈里的名言，暗示哈里已经尽力记住书中所陈的事情。